# ستيوارت هوغ
ستيوارت هوغ (بالإنجليزية: Stuart Hogg)‏ هو لاعب اتحاد الرغبي بريطاني، ولد في 24 يونيو 1992 في Melrose, Scottish Borders ‏ في المملكة المتحدة.

## وصلات خارجية
- ستيوارت هوغ على موقع دوري الرغبي الممتاز (الإنجليزية)
- ستيوارت هوغ عل موقع إسبنسكروم (الإنجليزية)
- ستيوارت هوغ على موقع ItsRugby.co.uk (الإنجليزية)